# Tvärvägen
Tvärvägen är en svensk musikakt startad 2008 av Henrik Öhberg. Namnet är taget från Tvärvägen i Gustavsberg. Tvärvägens första album, Sånger från Tvärvägen, är inom elektronisk popmusik och bygger på samplingar och kollage med lågmälda melodier. Det följdes av det instrumentella Staring directly into the sun, där Öhberg själv spelade alla instrument och valde en renskalad ljudbild. Den tredje skivan, This river is so red, består av kammarmusikstycken för stråkar och piano i nyklassisk stil. I Värmlands Folkblad beskrev Thomas Jansson den tredje skivan som "innerlig, ödesmättad och skir, samtidigt beskyddad av den bekanta tvärvägska värmen. Man får hoppas att inte skivan placerar sig i limbo i luckan mellan indielyssnarna och den klassiska publiken[.]"

## Diskografi
- Sånger från Tvärvägen (2009)
- Staring directly into the sun (2012)
- This river is so red (2015)